# Pselaptrichus perfidus
Pselaptrichus perfidus är en skalbaggsart som beskrevs av Schuster och Marsh 1956. Pselaptrichus perfidus ingår i släktet Pselaptrichus och familjen kortvingar. Inga underarter finns listade i Catalogue of Life.